# Shriek – Schrei, wenn du weißt, was ich letzten Freitag, den 13. getan habe
Shriek – Schrei, wenn du weißt, was ich letzten Freitag, den 13. getan habe ist eine US-amerikanische Horrorkomödie, die vor allem Scream – Schrei! parodiert und mehrere Parallelen zu Scary Movie hat. Der Titel ist eine Anspielung auf Scream, Ich weiß, was du letzten Sommer getan hast und die Filmreihe Freitag der Dreizehnte.

## Handlung
Während die Teenagerin Screw allein in ihrem Haus ist, wird sie vom Killer angegriffen. Während der Verfolgung, läuft Screw versehentlich in eine elektrische Insektenfalle und erhält einen Stromschlag. Der Killer ist enttäuscht, dass er nicht die Ursache für ihren Tod war, und zündet sich eine Zigarette an, was dazu führt, dass seine Jason-Voorhees-Maske schmilzt, die sich in eine Scream-Maske verwandelt.
Am darauffolgenden Tag meldet sich der neue Schüler Dawson Deery an der Bulimia Falls High School an und lernt eine neue Gruppe von Freunden kennen, darunter Boner, Slab, Barbara und Martina, für die sich Dawson interessiert. Während die Gruppe über den Tod von Screw diskutiert, sind sie sich sicher, dass sie in der Schule in Sicherheit sind.
Die Gruppe trifft auf die EmpTV-Nachrichtenreporterin Hagitha Utslay, die über die Mordserie berichtet, über die sie bereits ein Pop-up-Bestseller-Buch geschrieben hat, und Dawson beschuldigt, der Mörder zu sein. Dann treffen sie Barbaras Bruder Doughy, einen ungeschickten Wachmann, der nun versucht, den Mörder zu finden. Er glaubt jedoch, dass der Tod von Screw ein harmloser Streich war. Während die Gruppe sich unterhält, bemerkt sie nicht, dass Hagithas Kameramann ermordet wurde. Im Laufe des Tages werden mehr und mehr Schüler ermordet.
Während des Unterrichts erhält jeder aus der Gruppe einen Brief von dem Mörder, in dem er ein Geheimnis über sie preisgibt. Jeder aus der Gruppe erinnert sich an eine Zeit, in der sie betrunken Auto gefahren sind und ein Reh angefahren haben, bevor sie es im Meer versenkten. Martina gibt ihrer Großmutter keine Abführmittel, Boner sorgt versehentlich dafür, dass sein Bruder im Gefängnis getötet wird, Slab raucht die Asche seines Onkels und Barbara entfernt versehentlich das Etikett „Nicht entfernen“ von einer Matratze.
Währenddessen flirten Hagitha und Doughy regelmäßig miteinander. Als die Gruppe wieder zusammenkommt, erhält auch Dawson einen Brief, denn er wurde von den anderen überfahren, als er ein Hirschkostüm trug, weil ein Hinterwäldler ihn zwang, es zu tragen und Salz zu lecken. Der Hinterwäldler starb bei einer Explosion, die dadurch verursacht wurde, dass er in den Kamin furzte. Die Gruppe beschließt, die Nacht in einem abgelegenen Haus zu verbringen und nach der Schule Slab zu besuchen. Im Laufe des Tages haben alle Gruppenmitglieder eine Begegnung mit dem Killer, können aber unverletzt entkommen. Der Mörder konfrontiert den Schulleiter, allerdings bringt sich dieser in einer Badewanne mit einem Stromschlag selbst um.
Am Abend gehen alle aus der Freundesgruppe zu Slabs Party. Boner bringt ein bewusstloses Mädchen in ein Schlafzimmer und wird dort vom Killer angegriffen. Jedoch erleidet Boner einen Herzinfarkt, bevor der Killer ihn ermorden kann. Martina geht die Regeln eines Parodie-Films durch, bevor Barbara von dem Mörder nach draußen gejagt wird. Barbara erleidet jedoch eine allergische Reaktion auf Bienenstiche, bevor der Killer sie ermorden kann. Als der Rest der Partygäste geht, macht Martina sich an Dawson heran, bevor sie herausfinden, dass Slab Steroide missbraucht hat, woraufhin sein Kopf explodiert. Martina und Dawson werden daraufhin vom Killer gejagt, während Hagitha und Doughy zusammen mit dem Kameramann und einem Pizzaboten in der Nähe Strip-Poker spielen, anstatt die Morde zu untersuchen.
Martina und Dawson besiegen den Killer, als Hagitha und Doughy eintreffen. Der Mörder entpuppt sich als Hardy, Doughys „böser Zwillingscousin“, den Doughy mit den Morden davonkommen lassen will, aber Hagitha erschießt Hardy versehentlich beim Schminken, bevor sie Doughy für einen Pizzaboten verlässt. Martina, Dawson und Doughy verlassen das Haus, wo sie Boner noch am Leben finden, weil er eine Überdosis Viagra eingenommen hat, wodurch sein Blut nach dem Herzinfarkt weiter pumpen konnte. Als Martina und Dawson das Haus verlassen, erhalten sie einen Anruf von dem Killer, aber Dawson legt auf und folgt ihnen.
Nach dem Abspann folgt eine Zusammenfassung der Situation der Freundesgruppe und es wird aufgedeckt, dass an der Bulimia Falls High School ein neuer Killer sein Unwesen treibt.

## Kritiken
„Blutige Effekte, ein Personenarsenal aus dem Witzblatt, karikierend gemeinte Querverweise auf den Gruselfilm und tiefe Griffe in die Klischee-Kiste kennzeichnen diesen mit diversen Teenie-Stars besetzten Film, der zwar grell, aber nicht sonderlich originell ist.“

## Rezeption
Bei Rotten Tomatoes hat der Film eine Zustimmungsrate von 14 %, basierend auf 7 Kritiken (6 Negative, 1 Positiver).

## Synchronisation
Die Deutsche Fassung entstand in den Studios der TaurusMedia Synchron GmbH in München. Dialogbuch und die Regie lagen in den Händen von Hartmut Neugebauer.
| Darsteller       | Rolle                            | Synchronsprecher     |
| ---------------- | -------------------------------- | -------------------- |
| Tiffani Thiessen | Hagitha Utslay                   | Veronika Neugebauer  |
| Aimee Graham     | Scew                             | Stephanie Kellner    |
| Chris Palermo    | The Killer                       | Fritz von Hardenberg |
| Kim Greist       | Mrs. Peacock                     | Katharina Lopinski   |
| Julie Benz       | Barbara                          | Sonja Reichelt       |
| Harley Cross     | Dawson                           | Philipp Brammer      |
| Simon Rex        | Slab                             | Johannes Raspe       |
| Danny Strong     | Boner                            | Benedikt Weber       |
| Coolio           | Schulleiter / Principal Interest | Jan Odle             |
| Tom Arnold       | Doughy                           | Tommi Piper          |
| Shirley Jones    | Schwester Kevorkian              | Anita Höfer          |
| Rose Marie       | Mrs. Tingle                      | Ingeborg Lapsien     |
| Majandra Delfino | Martina Martinez                 | Natascha Geisler     |

## Parodierte Filme und Serien (Auswahl)
- Scream – Schrei!
- Ich weiß, was du letzten Sommer getan hast
- Halloween
- Freitag der 13.
- Beim Sterben ist jeder der Erste
- Verrückt nach Mary
- Grease
- Baywatch – Die Rettungsschwimmer von Malibu
- Nightmare – Mörderische Träume
- Chucky – Die Mörderpuppe
- Reservoir Dogs – Wilde Hunde
- Titanic
- Dawson’s Creek
- Das Phantom der Oper
- Tötet Mrs. Tingle!
- Christine
- Die Stunde des Siegers
- The Faculty
- Edward mit den Scherenhänden